# Hans Christian Rørdam
Hans Christian Rørdam, född den 18 mars 1803, död den 21 september 1869, var en dansk präst. Han var måg till Wolf Frederik Engelbreth, far till Holger och Thomas Skat Rørdam samt bror till Peter Rørdam.
Rørdam, som blev teologie kandidat 1824 och doktor 1839, var från 1829 kyrkoherde och verkade som sådan i Hammer (Sydsjälland) sedan 1850. Han utgav S:t Matthäus' evangelium udlagt og forklaret (1838) samt skrifter både mot katolicismen och mormonismen, deltog ivrigt i meningsutbytet om kyrkliga frågor och var ledamot av de två stora kyrkokommissionerna 1854 och 1868, varvid han framlade viktiga reformförslag.